# Братская могила танкистов (Севастополь)
Братская могила танкистов — мемориал в Нахимовском районе Севастополе. Находится в местности Красная (Зелёная) горка, которая возвышается над Южной бухтой. Охраняется как памятник регионального значения.

## История
В братской могиле захоронены 24 танкиста 85-го Севастопольского танкового полка, погибшие в мае 1944 года во время освобождения Севастополя. Через это место 9 мая 1944 года, преодолев минное поле, проходили советские танкисты. В июне 1944 года на месте захоронения усилиями полка был создан монумент из бутового камня.

## Описание
Проект нового памятника предложил начальник штаба полка майор Г. В. Веденяпин. Для памятника на братской могиле был выбран танк Т-34, подорвавшийся на мысе Херсонес, командиром которого был старший лейтенант В. И. Лукьяненко, погибший вместе с экипажем. Постамент под памятником был облицован инкерманским камнем. На лицевой стороне постамента расположена надпись: «Героям-танкистам 85 отдельного Севастопольского Краснознаменного орденов Суворова и Кутузова танкового полка, павшим в боях за освобождение города-героя Севастополя 7-12 мая 1944 года».
На трёх досках рядом с танком указаны фамилии погибших в Севастополе танкистов.

## Список захороненных
Список захороненных в братской могиле:
- Андрусь А. П. — старшина,
- Ахмедов А. — старший сержант
- Абрамов Р. А. — младший сержант
- Вагабов В. У. — старшина
- Гальпер А. Р. — сержант,
- Гвадоевич В. Г. — младший сержант
- Горбылев В. А. — старшина
- Дельдешев А. К. — гвардии лейтенант
- Ефремов А. Ф. — сержант
- Жуков П. Д. — сержант
- Козевадзе Д. Н. — сержант
- Козявин П. Е. — сержант
- Кривошеев И. В. — сержант
- Кузнецов Ю. Г.- техник-лейтенант
- Лабиндев А. И. — старшина
- Лобачев М. Г. — младший сержант
- Лукьяненко В. И. — старший лейтенант
- Лысенко Я. С. — Гвардии лейтенант
- Маргулия З. Г. — младший сержант
- Панфилов М. Ф. — сержант
- Самохин И. М. — младший сержант
- Сулимов И. Я. — старший сержант
- Туманян С. А. — старший сержант
- Шевцов Г. И. — старший сержант
- Эсебуа Ш. Я. — старший сержант